# 绍拉农村居民点
绍拉农村居民点（俄语：Шольское сельское поселение）是俄罗斯联邦沃洛格达州别洛泽尔斯克区所属的一个农村居民点。其下辖有39个居民点，行政中心为祖博沃。据2015年统计，该农村居民点的人口为1448人。